# Wendigo
Wendigo (također Windigo, Windego) nadnaravno je biće koje pripada duhovnim tradicijama algonkinskih Indijanaca u Sjevernoj Americi. Wendigoi su opisani kao moćna čudovišta koja imaju želju ubijati i jesti svoje žrtve. U većini legendi ljudi se pretvaraju u wendigoe zbog svoje pohlepe ili slabosti. 
Razne domorodačke tradicije wendigoe smatraju opasnima ne samo zbog krvoločnosti, već i sposobnosti da zaraze siju zlo u inače zdravim ljudima i zajednicama. Legende o wendigou su u biti upozoravajuće priče o izolaciji i sebičnosti te važnosti zajednice.

## Definicija
Prema većini usmenih predaja, wendigo je kanibalsko čudovište koje lovi slabe i društveno nepovezane. U većini verzija legende, čovjek postaje wendigo nakon što mu je duh pokvaren pohlepom ili oslabljen ekstremnim uvjetima, kao što su glad i hladnoća. U drugim legendama, ljudi postaju wendigoi kada ih zaposjedne lutajući duh u trenutku slabosti.
Zbog raznovrsnosti naroda koji ga govore, uključujući Abenaki, Siksika, Mi’kmaq, Algonquin, Ojibwe i Innu, unatoč pripadnosti istoj jezičnoj obitelji, pravopis i izgovor imena uvelike se razlikuje. Windigo, wheetigo, windikouk, wi’ntsigo, wi’tigo i wittikka još su neke inačice koje se koriste. Druga imena, kao što su atchen, chenoo i kewok, također se često koriste za označavanje wendigoa.

## Izgled i karakteristike
Baš kao što postoje različita imena wendigoa, postoje mnoge varijacije o izgledu i moći stvorenja. Ponekad se wendigoi opisuju kao iznimno mršavi, s lubanjom i kosturom koji se probijaju kroz kožu pepeljaste boje, poput mumije. Druge priče opisuju wendigoa kao dobro popunjenog diva koji postaje proporcionalno veći što više jede. Prema drugim legendama, wendigo ima šiljate ili životinjske uši s rogovima ili rogovima koji izviruju na glavi. Oči wendigoa opisane su kao upale ili sjajne poput užarenog ugljena. Oštri i šiljasti zubi, izrazito loš zadah i tjelesni miris također su česte odlike wendigoa.
Wendigo je obično, ali ne uvijek, obdaren moćima poput nadljudske snage i izdržljivosti koje mu omogućuju da uhodi, nadjača i proždire svoje žrtve. Wendigoima se obično pripisuje izuzetan vid, sluh i njuh. Kaže se da se kreću brzinom vjetra i imaju sposobnost hodati po dubokom snijegu ili čak po otvorenoj vodi bez potonuća.
Prema nekim legendama, wendigo se može ubiti konvencionalnim oružjem, poput palice ili vatrenog oružja. Druge legende tvrde da se wendigo mora nekako savladati, izrezati mu ledeno srce i zatim otopiti u gorućoj vatri. Ipak, druge legende tvrde da samo upućeni duhovni vođa Indijanaca, šaman, može pogubiti wendigoa posebnom čarolijom i ceremonijom.

## Podrijetlo i povijest
Legenda o wendigou postojala je u usmenoj povijesti Algonquiana stoljećima, mnogo prije nego što su Europljani stigli u Sjevernu Ameriku. Međutim, prvi europski pisani izvještaj o wendigou napisao je Paul Le Jeune, jezuitski misionar koji je živio među narodom Algonquin početkom 17. stoljeća na području današnjeg Quebeca. U izvješću svojim nadređenima u Parizu 1636. Le Jeune je napisao:
»Ova đavolska žena… je dodala da je [wendigo] pojeo neke Attikamegoukine — to su plemena koja žive sjeverno od rijeke koja se zove Three Rivers — i da bi ih on pojeo mnogo više da nije pozvan negdje drugdje. Ali taj Atchen (vrsta vukodlaka) došao bi na njegovo mjesto da ih proždere... čak i do Francuske utvrde; da će poklati same Francuze.«
Izvješće oca Le Jeunea pokazuje da su Europljani 17. stoljeća vjerovali u zle nadnaravne duhove podjednako koliko i njihovi indijanski suvremenici. Zapravo, izvješće oca Le Jeunea prethodilo je suđenjima vješticama u Salemu gotovo 60 godina. Misionari na području današnje Kanade nastavili su izvještavati o legendama o wendigou sve do duboko u 20. stoljeće.
Priče su se mogle pronaći i na zapadnoj granici 1800-ih, među domorodačkim narodima ravnice i zaposlenicima tvrtke Hudson’s Bay Company (HBC).  Domorodački narodi često su neke duhovne vođe optuživali da su wendigoi; HBC trgovci su ih ponekad opisivali kao lude. U nekim slučajevima, članovi zajednice ili rođaci optuženog ubili su osumnjičenog wendigoa iz predostrožnosti. U jednom primjeru, tri su čovjeka ubila Abishabisa, vođu naroda Cree nakon što je postao pohlepan i pobio domorodačku obitelj — što je navelo druge da vjeruju da je on wendigo.

## Windigo psihoza
Početkom 20. stoljeća termin wendigo našao se u vokabularu zapadnjačke medicine. Rani su ga psihijatri koristili za označavanje psihičkog stanja u kojem su pacijenti bili opsjednuti kanibalističkim željama. Oblatski misionar J. E. Saindon prvi je upotrijebio taj izraz 1920-ih dok je radio u zajednici Cree u zapadnom području James Baya. Tamo je sreo ženu koja je tvrdila da je vidjela strance koji su je htjeli ubiti i proždrijeti. Saindon je mentalno stanje žene nazvao psihoneurozom – psihičkim poremećajem ili poremećajem ponašanja karakteriziranim depresijom i tjeskobom. S vremenom je stanje postalo poznato kao Wendigo psihoza. Međutim, radi li se o stvarnoj bolesti još uvijek je vrlo sporna rasprava među stručnjacima.

## Simbolika i značenje
Legende o wendigou otkrivaju mnogo o vjerovanjima, načinu života, društvenim strukturama i tradicijama ljudi koji pričaju te priče. Nekima legende o wendigou služe kao podsjetnici na važnost zajednice, i što je još važnije, na ono što se može dogoditi kada pojedinci ostanu izvan zajednice. Jedan recept za stvaranje wendigoa jest ekstremna glad, hladnoća i izolacija, koje su uvijek bile prisutne i prijeteće životne okolnosti za mnoge pripadnike domorodačkih naroda koji su živjeli u sjevernim borealnim šumama Amerike. Većina priča o wendigou počinje s pojedincem ili malom grupom zarobljenom u divljini na dulje vrijeme bez hrane, sami i na hladnoći. Rečeno je da wendigoi ubijaju usamljene putnike ili članove grupe i zatim privremeno preuzimaju njihovu osobnost, prije nego što na kraju ubiju druge ljude na koje naiđu.
Slično tome, legendarna pohlepa wendigoa predstavljala je stavove o dijeljenju u mnogim domorodačkim kulturama. U divljini je ljudski opstanak često ovisio o zajedničkoj suradnji i dijeljenju hrane i imovine. Svaki pojedinac koji je odbio dijeliti lokalne resurse, osobito u vremenima velike neimaštine, smatran je „čudovištem”. Prema povjesničaru Shawnu Smallmanu, wendigo se još uvijek smatra simbolom pohlepe u modernom društvu, koja se očituje u kapitalizmu i korporativnom konzumerizmu.
Ovo stvorenje također je počelo služiti kao metafora za nepravde s kojima su se domorodački narodi suočili u Kanadi, uključujući rezidencijalne škole, ograničenje prava u Zakonu o Indijancima, Sixties Scoop i slične asimilacijske politike. Film Armanda Ruffa, A Windigo Tale (2010.), na primjer, koristi čudovište kako bi ispričao priču o međugeneracijskoj traumi u školama s internacionalnim pristupom. Za neke domorodačke osobe wendigo predstavlja silu kolonizacije.

## U popularnoj kulturi
Za razliku od mitoloških bića koja su stoljećima popularizirana u europskoj kulturi, kao što su vampiri i vukodlaci, zapadnjačka popularna kultura otkrila je wendigoa tek relativno nedavno. Međutim, sada postoje mnogi filmovi, ilustrirani romani (na primjer Kletva wendigoa Mathieua Missoffea), televizijske emisije i stripovi (Marvelov Wendigo) temeljeni na pričama o wendigou. 
Stvorenje je također inspiriralo umjetnička djela Norvala Morrisseaua i književna djela Basila H. Johnstona, Margaret Atwood, Tomson Highwaya i Josepha Boydena. Ovi novi mediji doprinose raznolikosti legende i načinima na koje je tumače kako starosjedilački tako i neautohtoni narodi.

## Ostali nazivi
Ostale varijante imena su: Wiindigoo, Weendigo, Wiindgoo, Windgo, Weendigo, Wiindigoo, Windago, Windiga, Wendego, Windagoo, Widjigo, Wiijigoo, Wijigo, Weejigo, Wìdjigò, Wintigo, Wentigo, Wehndigo, Wentiko, Windgoe, Windgo, Wintsigo. Windigoag je oblik množine također i (Windegoag, Wiindigooag, ili Windikouk.)